# Enciclopedia Treccani
L'Enciclopedia Italiana di scienze, lettere ed arti, più nota come Enciclopedia Italiana o la Treccani, è un'enciclopedia edita dal 1929 a Roma dall'Istituto dell'Enciclopedia Italiana.
La sua prima edizione fu pubblicata in trentacinque volumi più un indice e completata nel 1937.
Al 2025 ne sono state pubblicate undici appendici.

## Storia

### La prima edizione
In precedenza l'Italia non aveva avuto una grande enciclopedia universale, se non per rifacimenti e adattamenti di opere straniere. Dal 1921 esisteva l'IPCI, Istituto per la Propaganda della Cultura Italiana, eretto con il Regio Decreto del 21 novembre 1921 a Ente Morale e successivamente rinominato Fondazione Leonardo per la Cultura Italiana. L'ente si propose di dare vita a una Grande Enciclopedia Italica in diciotto volumi, ma il ministro Giovanni Gentile non intese però consentire tale progetto, che aveva le sue radici in quella cultura positivistica per contrapporre un programma di egemonia culturale neo-idealistica. Nel 1924 l'imprenditore tessile Giovanni Treccani (1877-1961) «venne avvicinato dagli amici Ferdinando Martini e Bonaldo Stringher che, conoscendo il suo mecenatismo, (...) gli proposero la pubblicazione di una grande enciclopedia italiana».
(Gioacchino Volpe)
Treccani ne fu fortemente interessato. L'istituto, che doveva provvedere all'immenso lavoro di organizzazione e di pubblicazione dell'opera, venne fondato a Roma il 18 febbraio 1925 con Giovanni Gentile, all’epoca senatore ed ex ministro dell’educazione, con il nome di Istituto Giovanni Treccani e dal 1933 con il nome attuale di Istituto dell'Enciclopedia Italiana. L’altro fondatore era il filosofo Giovanni Gentile in qualità di direttore scientifico, l'editore Calogero Tumminelli quale direttore editoriale, Gian Alberto Blanc, Pietro Bonfante, il maresciallo Luigi Cadorna, il ministro Alberto De Stefani, lo storiografo Gaetano De Sanctis, l'economista Luigi Einaudi, il pittore Vittorio Grassi, il medico Ettore Marchiafava, il giurista Silvio Longhi, il già citato Ferdinando Martini, il giornalista Ugo Ojetti, lo storiografo Francesco Salata, il politico Vittorio Scialoja, l'economista Angelo Sraffa, l'ammiraglio Paolo Thaon di Revel e il presidente del Senato Tommaso Tittoni. A redattore capo dell'opera fu chiamato il filosofo del linguaggio Antonino Pagliaro. Gran parte di loro nel 1925 aderì al manifesto degli intellettuali fascisti.

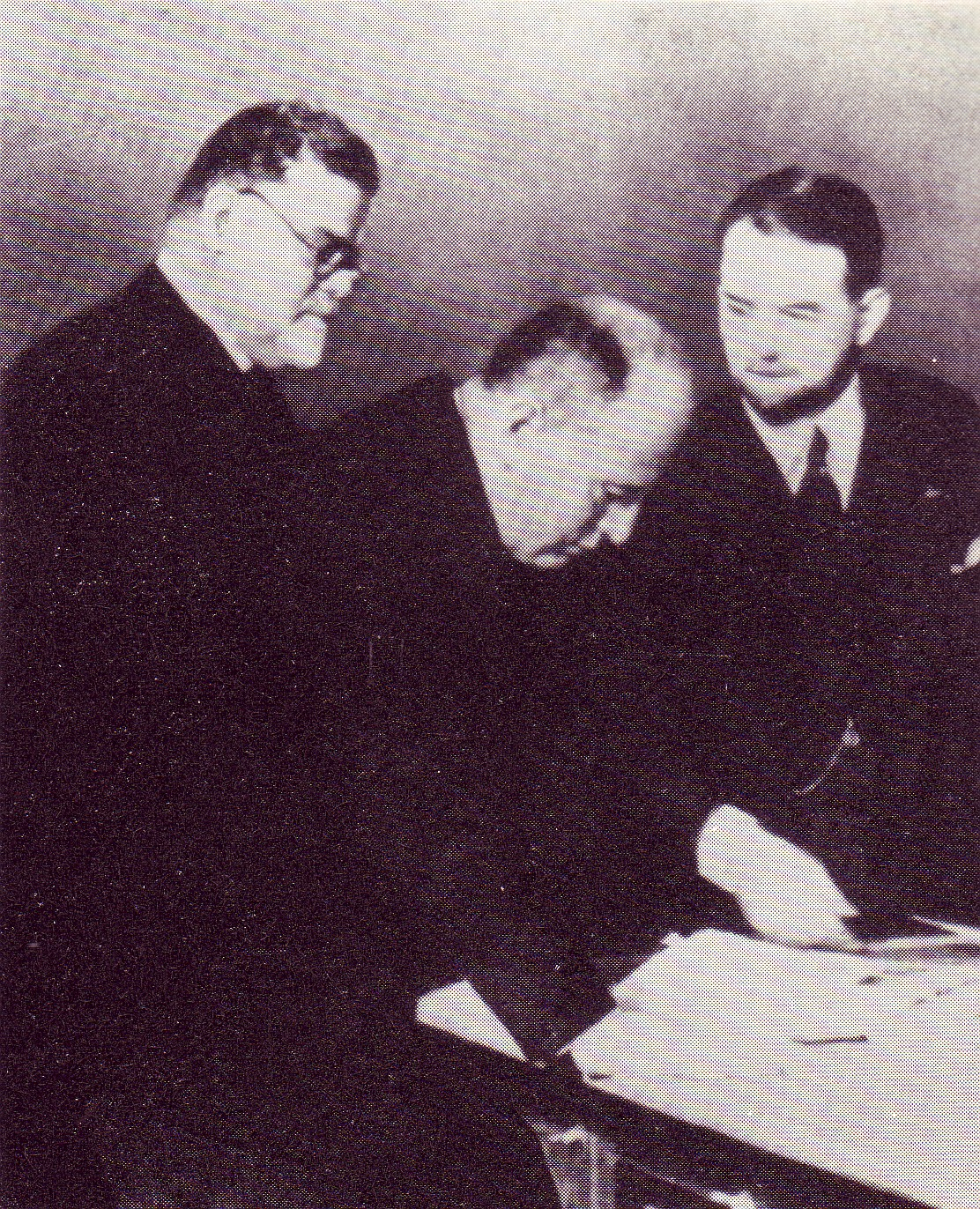
Giovanni Gentile mostra a Benito Mussolini i primi volumi dell'Enciclopedia Italiana

Il filosofo Giovanni Gentile, suo primo direttore scientifico, fu l'animatore della prima edizione dell'Enciclopedia Italiana dal 1925, e a lui si devono in gran parte il livello culturale e l'ampiezza della visione dell'opera. Invitò infatti «a collaborare alla nuova impresa 3.266 studiosi, di diverso orientamento», poiché «nell'opera si doveva coinvolgere tutta la migliore cultura nazionale, compresi molti studiosi ebrei o notoriamente antifascisti, che ebbero spesso da tale lavoro il loro unico sostentamento».
Giovanni Gentile riuscì inoltre a mantenere una sostanziale autonomia, nella redazione dell'opera, dalle interferenze del regime fascista.
Dal 1925 al 1928 si ebbe la fase preparatoria che vide la formazione del comitato tecnico (composto dai direttori di 48 sezioni) e la redazione di un lemmario. Gli argomenti trattati diedero origine a 60.000 voci principali e 240.000 secondarie. L'importante ruolo di redattore capo, dopo i contrasti tra Antonino Pagliaro e Gentile, fu dal 1929 preso da Bruno Migliorini e infine da Umberto Bosco.
La prima edizione, costituita da trentacinque volumi di testo e uno di indici, venne pubblicata dal 1929 al 1937; ogni volume contava circa un migliaio di pagine, ed ebbe ottimo successo.
Il livello era ottimo: nelle voci risultanti, si può infatti trovare «un buono, e spesso ottimo avviamento a qualunque indagine (...), sia in quelle su argomenti di carattere generale, sia in quelle dedicate a singoli autori. Affidate a specialisti, contengono in genere una trattazione chiara e precisa degli argomenti (...), con una bibliografia essenziale. Alcune di queste voci (per esempio Romanticismo, Rinascimento, Dante) sono dei modelli di precisione e compiutezza e hanno un valore scientifico che va al di là di quello puramente informativo».

#### Volumi
- Vol. 1: A-Agri, 1929
- Vol. 2: Agro-Ammi, 1929
- Vol. 3: Ammo-Arbi, 1929
- Vol. 4: Arbo-Asse, 1929
- Vol. 5: Assi-Bals, 1930
- Vol. 6: Balta-Bik, 1930
- Vol. 7: Bil-Bub, 1930
- Vol. 8: Buc-Card, 1930
- Vol. 9: Care-Chia, 1931
- Vol. 10: Chib-Compe, 1931
- Vol. 11: Compi-Crocc, 1931
- Vol. 12: Croce-Dir, 1931[5]
- Vol. 13: Dis-Enn, 1932
- Vol. 14: Eno-Feo, 1932
- Vol. 15: Fer-Franci, 1932
- Vol. 16: Franck-Gian, 1932
- Vol. 17: Giap-Gs, 1933
- Vol. 18: Gu-Inde, 1933
- Vol. 19: Indi-Ita, 1933
- Vol. 20: Ite-Let, 1933
- Vol. 21: Leu-Malb, 1934
- Vol. 22: Malc-Messic, 1934
- Vol. 23: Messie-Ms, 1934
- Vol. 24: Mu-Nove, 1934
- Vol. 25: Novg-Palen, 1935
- Vol. 26: Paleo-Pete, 1935
- Vol. 27: Peth-Porth, 1935
- Vol. 28: Porti-Reg, 1935
- Vol. 29: Reh-Romani, 1936
- Vol. 30: Romania-Scap, 1936
- Vol. 31: Scar-Soc, 1936
- Vol. 32: Sod-Suo, 1936
- Vol. 33: Sup-Topi, 1937
- Vol. 34: Topo-Ved, 1937
- Vol. 35: Veg-Zyg, 1937

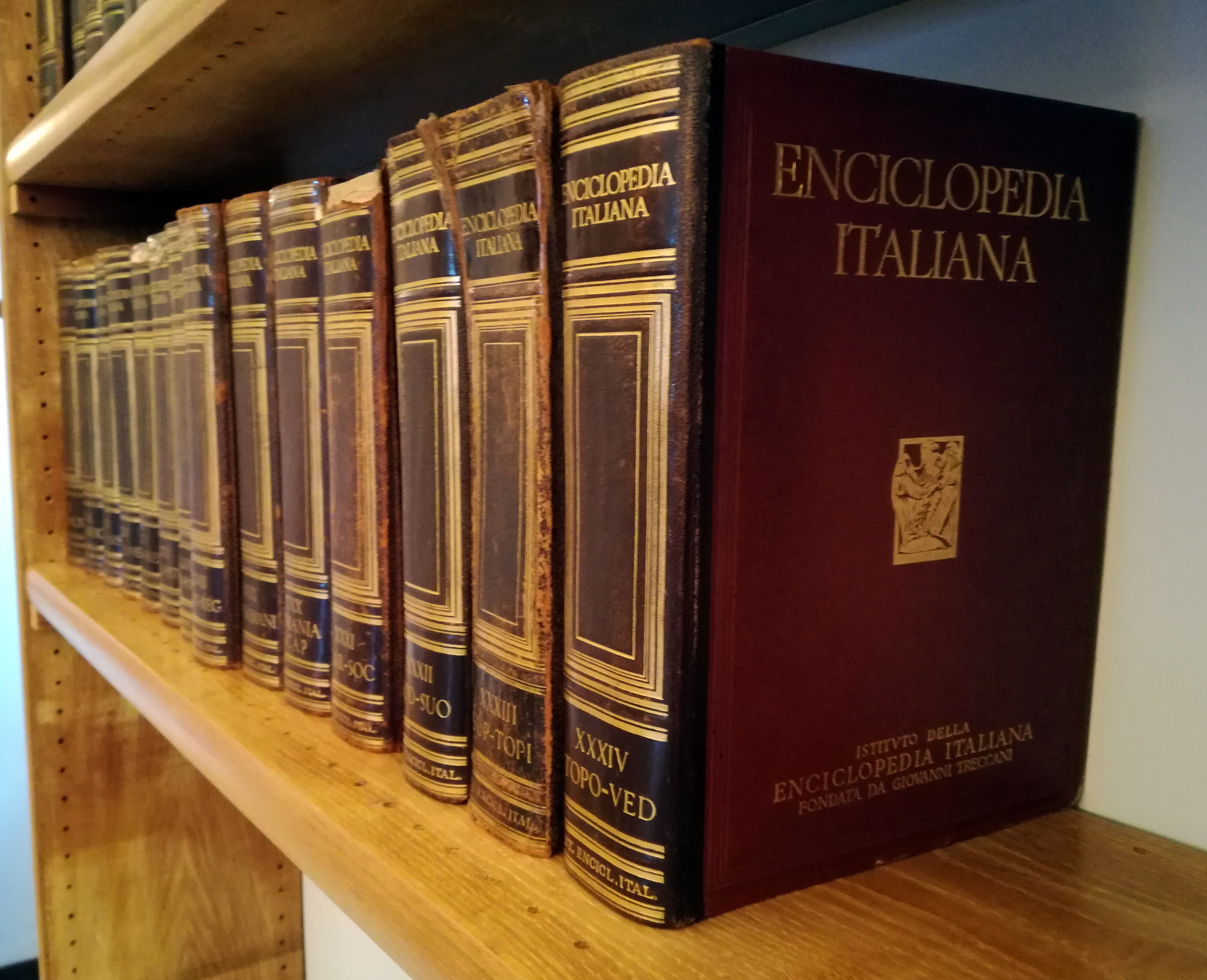
Alcuni volumi dell'Enciclopedia italiana: in evidenza la lussuosa legatura in mezza pelle e oro con i piatti in tela

- Indici, 1937; seconda edizione, 1952

### Le appendici
Dal 1935 al 1943 furono pubblicate anche varie voci dell'enciclopedia in fascicoli separati; il primo di questi riguarda la voce "Fascismo", firmata da Benito Mussolini (ma redatta in realtà dallo stesso Giovanni Gentile) e Gioacchino Volpe.
Successivamente si pose, e continua a porsi, il problema degli aggiornamenti.
Nel 1938 fu pubblicato il volume della prima appendice e altre otto seguirono dopo la guerra. Le successive videro un progressivo dilatarsi dei volumi e dell'arco temporale di riferimento: la seconda è in due volumi per dieci anni, la terza in due volumi per dodici anni, la quarta in tre volumi per diciotto anni, la quinta in cinque volumi per quattordici anni.
La "Quinta appendice" (1979-1992) fu redatta in senso tradizionale, con l'aggiornamento di alcune voci o con l'introduzione di nuove.
Successivamente, in concomitanza con la nascita e lo sviluppo di internet e la crisi delle grandi opere enciclopediche, gli aggiornamenti, peraltro pubblicati inevitabilmente sempre diversi anni dopo il periodo a cui si riferivano, persero in buona parte il loro carattere peculiare per comprendere pubblicazioni di carattere eterogeneo. Sembrava che la casa editrice non sapesse bene cosa fare, divisa tra l'idea di concludere l'opera e cristallizzarla in senso storico, non potendo sostenere il passo e la capacità di aggiornare e collegare le informazioni delle nuove tecnologie, o di continuare a pubblicare altri volumi cercando nuovi sviluppi.
Non vi fu più, infatti, una "Sesta appendice" ma l'"Appendice 2000", pubblicata nel 2000, che si componeva di due volumi di aggiornamento vero e proprio di lemmi, più due volumi di indici di tutta l'opera fino ad allora, due volumi di saggi diversi e due volumi di fotografie, intitolati "Eredità del Novecento".
La "Settima appendice", pubblicata negli anni 2006 e 2009, era intitolata "XXI secolo" ed era formata da due volumi contenenti estratti da altre opere della casa editrice, pubblicati anche come terzo supplemento del vecchio Dizionario enciclopedico italiano, tre volumi di aggiornamento pubblicati per ultimi, e di un DVD.
L'"Ottava appendice", pubblicata negli anni 2012 e 2013, consta, infine, di due volumi di aggiornamenti e sei volumi, intitolati "Il contributo italiano alla storia del pensiero", dedicati a Diritto, Economia, Filosofia, Scienze, Storia e politica, Tecnica.
La "Nona appendice" si compone di quattro volumi: i primi due volumi sono di aggiornamento e sono stati pubblicati con la data 2015. Gli altri due volumi, pubblicati nel 2018 completano "Il contributo italiano alla storia del pensiero" e sono dedicati rispettivamente alla Letteratura e alla Musica.
La "Decima appendice", del 2020 è composta di due volumi d'aggiornamento e di uno intitolato "Parole del XXI secolo". Dal 2025 è in corso di pubblicazione l'  "Undicesima appendice", con una struttura uguale alla precedente.
Analizzando le ultime appendici dal 2000 a oggi, si può osservare una strategia di diversificazione dell'azione di aggiornamento dell'opera enciclopedica. Da un lato, la pubblicazione di singoli annuari, iniziata nel 2000 e proseguita fino a oggi, anche attraverso le vendite nelle librerie, ha il compito di registrare gli eventi più significativi per le ricerche più immediate, allegandovi tabelle e statistiche. Dall'altro lato, le Appendici hanno mutato progressivamente il loro compito di aggiornamento generale per concentrarsi sull'aggiornamento approfondito o l'inserimento di grandi voci rilevanti, nell'ottica di riservare questo strumento di consultazione alle ricerche più specifiche. Le appendici di aggiornamento si sono sempre più specializzate nello sviluppare voci di grandi dimensioni, riservando le cronache e i resoconti di dettagli minori al sito dell'enciclopedia e ai singoli annuari. In questo senso l'Enciclopedia italiana si pone l'obiettivo di 'far emergere le linee di tendenza, le spinte di lunga durata che attraversano il presente' come spiegato nella Prefazione alla X Appendice.
Complessivamente, dunque, l'Enciclopedia si compone per adesso di ben settantanove volumi, per un totale di diverse decine di migliaia di pagine. Le voci dell'opera sono generalmente firmate con le iniziali degli autori.
- Appendice I: unico volume, 1938
- Appendice II 1939-1948: due volumi (A-H, I-Z), 1948
- Appendice III 1949-1960: due volumi (A-L, M-Z), 1961
- Appendice IV 1961-1978: tre volumi (A-Ga, 1978; Ge-Pi, 1979; Pl-Z, 1981)
- Appendice V 1979-1992: cinque volumi (A-D, 1991; E-Is, 1992; It-O, 1993; P-Sn, 1994; So-Z, 1995)
- Appendice 2000: otto volumi (A-La, 2000; Le-Z, 2000; Indici 1929-2000 A-K, 2000; Indici 1929-2000 L-Z, 2000; Eredità del novecento *, 2000; Eredità del novecento **, 2001; Album *, 2001; Album **, 2001)
- Appendice VII: cinque volumi (80 anni di cultura italiana *, 2005; 80 anni di cultura italiana **, 2005; XXI secolo A-E, 2006; XXI secolo F-Pa, 2007; XXI secolo Pe-Z, 2007), cofanetto dal titolo "Viaggio nell'Antica Roma" contenente quattro DVD
- Appendice VIII: otto volumi (Lessico del XXI secolo A-K, 2012; Lessico del XXI secolo L-Z, 2013; Il contributo italiano alla storia del pensiero: Diritto, 2012; Economia, 2012; Filosofia, 2012; Tecnica, 2013; Storia e politica, 2013; Scienze, 2013)
- Appendice IX: quattro volumi (Appendice IX A-I, 2015; Appendice IX J-Z e Indici 1929-2015, 2015; Il contributo italiano alla storia del pensiero: Letteratura, 2018; Il contributo italiano alla storia del pensiero: Musica, 2018)
- Appendice X: due volumi (Appendice X A-I, 2020; Appendice X L-Z, 2020; Parole del XXI secolo)
- Appendice XI: tre volumi (Appendice XI A-I, 2025; Appendice XI L-Z, 2025; 100 Anni di Treccani 1925-2025)

## Critica
La Treccani è considerata probabilmente la massima impresa editoriale italiana in ambito culturale, nonché una delle più importanti enciclopedie del XX secolo, insieme ad altre come l'XI edizione dell'Encyclopædia Britannica e all'Enciclopedia universal ilustrada europeo-americana.
L'Enciclopedia Italiana avrebbe rappresentato, durante il ventennio fascista, un esempio emblematico del compromesso fra il regime e l'élite culturale italiana dell'epoca. Nelle voci dell'Enciclopedia, infatti, l'influenza del regime è varia. Le voci più prettamente politiche, come il celebre lemma Fascismo (in parte firmato dallo stesso Mussolini), sono abbastanza faziose; in altri casi, gli autori hanno potuto conservare una discreta indipendenza, pur non scrivendo niente che fosse sgradito al regime. L'influenza del regime cresce con il corso degli anni e raggiunge i massimi livelli nell'Appendice del 1938.

## Versione online
Nel 1996 nasce il sito Treccani.it, che diventa progressivamente una vera enciclopedia online consultabile gratuitamente. A partire dal 2014 il portale supera cento milioni di visite.
Il Tascabile è una webzine italiana, rivista online di approfondimento culturale, edita nel 2016.

## Uso nella scuola
Il 30 maggio 2009 è stato ufficializzato un accordo raggiunto tra il Ministro per la pubblica amministrazione e l'innovazione Renato Brunetta e l'Istituto della Enciclopedia Italiana. L'accordo prevede la presenza in due siti del Ministero di alcuni materiali disponibili con licenza Creative Commons. Inoltre, è previsto un collegamento tra il portale Scuola della Treccani con il portale InnovaScuola del Ministero, mentre quest'ultimo ospiterà un motore di ricerca dal quale accedere al vocabolario e ai lemmi enciclopedici presenti sul sito della Treccani.

## Collaboratori dell'Enciclopedia
All'opera hanno contribuito, anche nel secondo dopoguerra, molti personaggi di rilievo nel panorama scientifico e culturale italiano e non.
Tra questi vi sono i seguenti (si riporta di seguito al nome la parte dell'Enciclopedia dove sono presenti voci dell'autore):
- Nicola Abbagnano - App. II.
- Roberto Almagià - Enciclopedia, App. I, App. II, App. III.
- Edoardo Amaldi - Enciclopedia, App. III, App. IV, App. V.
- Vincenzo Arangio-Ruiz - Enciclopedia, App. I.
- Girolamo Arnaldi - App. III.
- Giulio Carlo Argan - Enciclopedia, App. II, App. III.
- Ignazio Baldelli - App. IV, App. V.
- Salvatore Battaglia - Enciclopedia.
- Giovanni Becatti - App. II, App. III.
- Giulio Bertoni - Enciclopedia, App. I.
- Ranuccio Bianchi Bandinelli - Enciclopedia, App. II.
- Renato Biasutti - Enciclopedia.
- Valeria Blais - Enciclopedia.
- Norberto Bobbio - App. IV.
- Umberto Bosco - Enciclopedia, App. I, App. II, App. III, App. IV.
- Luigi Broglio - App. II, App. III.
- Romolo Caggese - Enciclopedia.
- Guido Calogero - Enciclopedia, App. I, App. II.
- Giorgio Candeloro - Enciclopedia, App. I, App. II.
- Delio Cantimori - Enciclopedia, App. I.
- Emilio Cecchi - Enciclopedia, App. II.
- Federico Chabod - Enciclopedia, App. I, App. II.
- Arduino Colasanti - Enciclopedia, App. I.
- Silvio D'Amico - Enciclopedia.
- Gaetano De Sanctis - Enciclopedia, App. I, App. II.
- Pericle Ducati - Enciclopedia.
- Aldo Duro - App. III.
- Giorgio Falco - Enciclopedia.
- Michelangelo Guidi - Enciclopedia.
- Federigo Enriques - Enciclopedia.
- Enrico Fermi - Enciclopedia, App. I.
- Aldo Ferrabino - Enciclopedia.
- Mario Fubini - Enciclopedia.
- Francesco Gabrieli - Enciclopedia, App. I, App. II, App. III, App. IV.
- Giovanni Gentile - Enciclopedia, App. I.
- Ludovico Geymonat - App. II, App. III.
- Alberto Maria Ghisalberti - Enciclopedia, App. I.
- Tullio Gregory - App. II, App. III, App. IV, App. V, App. VI.
- Roman Jakobson - Enciclopedia.
- Arturo Carlo Jemolo - Enciclopedia.
- Stefano La Colla - Enciclopedia.
- Jacques Le Goff - App. V.
- Giorgio Levi Della Vida - Enciclopedia.
- Rita Levi-Montalcini - App. VI.
- Gino Luzzatto - Enciclopedia, App. II, App. III.
- Amedeo Maiuri - Enciclopedia, App. I, App. II, App. III.
- Guglielmo Marconi - Enciclopedia.
- Walter Maturi - Enciclopedia, App. I, App. II.
- Bruno Migliorini - Enciclopedia, App. II, App. III.
- Elio Migliorini - Enciclopedia, App. II, App. III, App. IV.
- Arnaldo Momigliano - Enciclopedia, App. I, App. II, App. III, App. IV.
- Attilio Momigliano - Enciclopedia.
- Rodolfo Mondolfo - Enciclopedia.
- Sabatino Moscati - App. II, App. III, App. IV, App. V.
- Carlo Alfonso Nallino - Enciclopedia.
- Mario Niccoli - Enciclopedia, App. II, App. III.
- Ugo Ojetti - Enciclopedia.
- Nicola Ottokar - Enciclopedia.
- Antonino Pagliaro - Enciclopedia.
- Roberto Paribeni - Enciclopedia, App. I.
- Giorgio Pasquali - Enciclopedia.
- Nicola Pende - Enciclopedia, App. I.
- Fortunato Pintor - Enciclopedia, App. I, App. II.
- Ildebrando Pizzetti - Enciclopedia.
- Ernesto Pontieri - Enciclopedia.
- Mario Praz - Enciclopedia, App. I, App. II.
- Corrado Ricci - Enciclopedia.
- Santi Romano - Enciclopedia.
- Vittorio Rossi - Enciclopedia.
- Luigi Russo - Enciclopedia.
- Ernesto Sestan - Enciclopedia, App. III.
- Raffaele Simone - App. V.
- Pietro Toesca - Enciclopedia.
- Leonida Tonelli - Enciclopedia.
- Roberto Vecchioni - App. VI.
- Adolfo Venturi - Enciclopedia.
- Gioacchino Volpe - Enciclopedia, App. I.
- Hans Wilhelmsson Ahlmann - Enciclopedia.
- Bruno Zevi - App. IV.
- Nicola Zingarelli - Enciclopedia.